# زبان اسپانیایی
زبان اسپانیایی (español) که به نام‌های اسپانیولی، کاستیایی و کاستیلی (castellano) نیز شناخته می‌شود، یک زبان طبیعی از خانواده زبانی هندواروپایی شاخه زبان‌های رومی است که از شبه‌جزیره ایبری در اروپا ریشه گرفته و امروزه با داشتن نزدیک به ۵۰۰ میلیون گویشور بومی (بیشتر در اسپانیا و قاره آمریکا)، یک زبان جهانی است. اسپانیایی از نظر شمار گویشوران بومی دومین زبان جهان، پس از چینی ماندارین، و از نظر شمار کل گویشوران چهارمین زبان جهان، پس از انگلیسی، چینی ماندارین و هندی است.
اسپانیایی عضو گروه زبان‌های ایبرو-رومی از خانواده زبان‌های هندواروپایی است. این زبان پس از فروپاشی امپراتوری روم غربی در سده پنجم میلادی از چندین گویش لاتین عامیانه در ایبری شکل گرفت. کهن‌ترین متون لاتین با ردپایی از اسپانیایی در شمال ایبری در سده نهم پدید آمده‌اند و نخستین استفاده منظم نوشتاری از این زبان در تولدو، یک شهر برجسته در پادشاهی کاستیا، در سده سیزدهم رخ داد. از سال ۱۴۹۲، زبان اسپانیایی به نایب‌السلطنه‌های امپراتوری اسپانیا، به ویژه به قاره آمریکا و همچنین سرزمین‌هایی در آفریقا، اقیانوسیه و فیلیپین منتقل شد.
ماریو پی، زبان‌شناس ایتالیایی-آمریکایی، طی پژوهشی در سال ۱۹۴۹ با بررسی مقایسه واج‌شناسی، تصریف، نحو، واژگان و آهنگ زبان‌های رومی و لاتین دریافت که اسپانیایی از نزدیک‌ترین زبان‌های رومی به لاتین است (۲۰٪ تفاوت) و در میان این زبان‌ها فقط ساردینیایی (۸٪ تفاوت) و ایتالیایی (۱۲٪ تفاوت) به لاتین نزدیک‌ترند. حدود ۷۵٪ از واژگان اسپانیایی نوین از لاتین می‌آیند که این شامل وام‌واژه‌های لاتین از یونانی باستان نیز می‌شود. اسپانیایی از آغاز با عربی در تماس بوده‌است و به دلیل رخدادهای دوره اندلس، حدود ۸٪ از واژگان آن دارای ریشه عربی هستند. اسپانیایی همچنین از زبان‌های باسکی، ایبریایی، سلتیبری، ویزیگوتی و سایر زبان‌های همسایه ایبرو-رومی تأثیر پذیرفته‌است. علاوه بر این، اسپانیایی واژگانی از زبان‌های دیگر، به ویژه سایر زبان‌های رومی (فرانسوی، ایتالیایی، رومی اندلسی، پرتغالی، گالیسی، کاتالان، اکسیتان و ساردینیایی) و همچنین زبان‌های کچوا، ناهواتل و سایر زبان‌های بومی قاره آمریکا جذب کرده‌است.
اسپانیایی یکی از شش زبان رسمی سازمان ملل است و توسط اتحادیه اروپا، سازمان کشورهای آمریکایی، اتحادیه کشورهای آمریکای جنوبی، جامعه کشورهای آمریکای لاتین و کارائیب، اتحادیه آفریقا و بسیاری از سازمان‌های بین‌المللی دیگر به عنوان زبان رسمی مورد استفاده قرار می‌گیرد.
زبان اسپانیایی با وجود شمار بالای گویشوران، در نوشتار علمی برجسته نیست، اگرچه در علوم انسانی کارکرد بهتری دارد. تقریباً ۷۵٪ از تولیدات علمی به زبان اسپانیایی به سه حوزه موضوعی علوم اجتماعی، علوم پزشکی و علوم انسانی/هنر تقسیم می‌شوند. اسپانیایی پس از انگلیسی و ماندارین سومین زبان پر کاربرد در اینترنت است.

## نام و ریشه‌شناسی

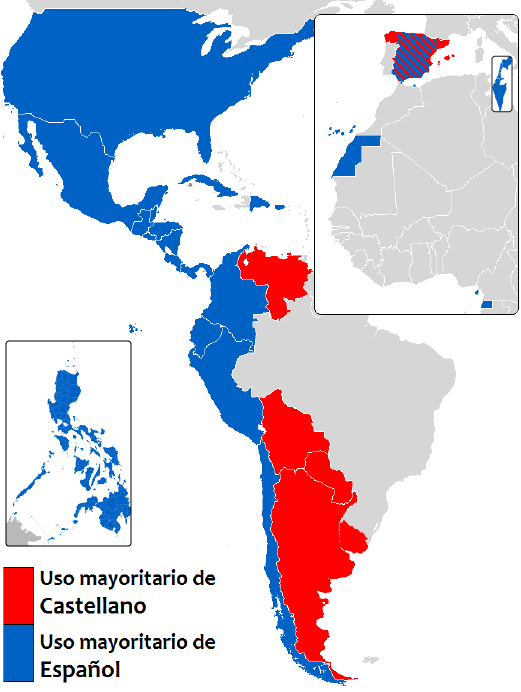
نقشه نام زبان اسپانیایی؛ کاستیایی/castellano به رنگ قرمز و اسپانیایی/español به رنگ آبی

### نام زبان
در اسپانیا و در برخی دیگر از مناطق اسپانیایی‌زبان، اسپانیایی را نه تنها español (اسپانیایی) بلکه castellano (کاستیلیَن) می‌نامند، نامی که از پادشاهی کاستیا آمده تا با دیگر زبان‌های رایج در اسپانیا، مانند گالیسی، باسکی، آستوری، کاتالان، آراگونی و اکسیتان، اشتباه نشود.
قانون اساسی ۱۹۷۸ اسپانیا از اصطلاح castellano (کاستیلین) برای تعریف زبان رسمی کل کشور اسپانیا استفاده می‌کند و در مقابل عبارت las demás lenguas españolas («سایر زبان‌های اسپانیایی») نیز در آن یافت می‌شود. ماده سه آن به شرح زیر است:
El castellano es la lengua española oficial del Estado.  ... Las demás lenguas españolas serán también oficiales en las respectivas Comunidades Autónomas...

کاستیایی زبان رسمی کشور است… سایر زبان‌های اسپانیایی نیز باید در بخش‌های خودمختار مربوطه رسمی باشند…
از طرف دیگر، آکادمی سلطنتی اسپانیا هم‌اکنون در انتشارات خود از اصطلاح اسپانیایی استفاده می‌کند، اما از سال ۱۷۱۳ تا ۱۹۲۳ این زبان را کاستیایی می‌نامید.
کتاب راهنمای زبان آکادمی سلطنتی اسپانیا (Diccionario panhispánico de dudas) بیان می‌کند اگرچه آکادمی سلطنتی ترجیح می‌دهد هنگام اشاره به زبان اسپانیایی در نشریات خود از اصطلاح اسپانیایی استفاده کنند، هر دو اصطلاح - اسپانیایی و کاستیایی - مترادف و معتبر تلقی می‌شوند.

### ریشه‌شناسی
اصطلاح castellano از واژه لاتین castellanus می‌آید، که به معنای «از یا مربوط به دژ یا قلعه» است.
ریشه‌شناسی‌های مختلفی برای اصطلاح español (اسپانیایی) پیشنهاد شده‌است. طبق آکادمی سلطنتی اسپانیا، اسپانیول از واژه پرونسی espaignol و آن نیز به نوبه خود از واژه *hispaniolus لاتین عامیانه گرفته شده‌است. این نام، نام لاتین استان هیسپانیا است که شامل قلمرو کنونی شبه‌جزیره ایبری می‌شود.
فرضیه‌های دیگری غیر از فرضیه پیشنهادی آکادمی سلطنتی اسپانیا وجود دارد. فیلسوف اسپانیایی، منندز پیدال پیشنهاد داد که واژه hispanus یا hispanicus پسوند -one را از لاتین عامیانه گرفته، همانند واژگان دیگری مانند bretón (برتون) یا sajón (ساکسون)، و به *hispanione تبدیل شده که آن نیز در نهایت به واژه españón اسپانیایی باستان و español کنونی تبدیل شد.

## تاریخ
زبان اسپانیایی از لاتین عامیانه ریشه گرفته‌است که از سال ۲۱۰ پیش از میلاد در زمان جنگ دوم پونی توسط رومیان به شبه‌جزیره ایبری آورده شد. پیش از این، در شبه جزیره ایبری چندین زبان پیشارومی (که به آن‌ها زبان‌های دیرین‌هیسپانیایی نیز گفته می‌شود) که برخی هندواروپایی و برخی از ریشه‌های دیگر بودند، صحبت می‌شدند. این زبان‌ها شامل زبان‌های باسکی (امروزه نیز زنده است)، ایبریایی، سلتیبری و گالائیک بودند.
اولین اسنادی که ردپای چیزی را نشان دهد که امروزه به عنوان پیشرو اسپانیایی نوین می‌شناسیم، مربوط به قرن ۹ است. در طول قرون وسطی و دوران نوین، مهم‌ترین تأثیرگذاران بر واژگان اسپانیایی، زبان‌های رومی همسایه همچون مستعربی (رومی اندلسی)، ناوارو-آراگونی، لئونی، کاتالان، پرتغالی، گالیسی، اکسیتان و بعداً فرانسوی و ایتالیایی بوده‌اند. اسپانیایی شمار بالایی واژه را از عربی نیز وام گرفته و همچنین از طریق مهاجرت قبایل و دوره‌ای از حکومت ویزیگوت‌ها در ایبری، از زبان گوتی ژرمنی نیز تاثیرهای جزئی پذیرفته‌است. علاوه بر این، بسیاری واژه دیگر از طریق تأثیر نوشتاری و مذهبی کلیسا از لاتین وام گرفته شده‌اند. وام‌واژگان از هر دو زبان لاتین کلاسیک و لاتین رنسانس هستند.
طبق نظریه‌های رامون منندز پیدال، گویش‌های محلی لاتین عامیانه، در شمال ایبریا، در منطقه‌ای با مرکزیت شهر بورگوس، به اسپانیایی تبدیل شدند و این گویش بعداً به شهر تولدو، جایی که اسپانیایی نوشتاری معیار برای نخستین بار در قرن سیزدهم توسعه یافت، آورده شد. در این مرحله تکوینی، اسپانیایی از عموزاده نزدیک خود، لئونی، دورتر و به گفته برخی از نویسندگان، با تأثیر شدید باسکی متمایز شد. این گویش متمایز با بازپس‌گیری اندلس، به جنوب اسپانیا گسترش یافت و در همان حال عربی رایج در اندلس بر آن تأثیر گذاشت (حدود ۴٬۰۰۰ واژه مشتق‌شده از عربی که ۸٪ از زبان امروز را تشکیل می‌دهند)، که بیشتر آن به صورت غیرمستقیم و از طریق زبان رومی مستعربی بود. گونه نوشتاری معیار این زبان جدید در شهرهای تولدو، از سده سیزدهم تا شانزدهم، و مادرید، از دهه ۱۵۷۰ تاکنون توسعه یافته‌است.
در سده‌های ۱۵ و ۱۶، اسپانیایی دچار تغییر چشمگیری در تلفظ همخوان‌های صفیری خود شد و طی آن حرف ⟨j⟩ صدای /خ/ و همچنین در بیشتر کشور حرف ⟨z⟩ (و ⟨c⟩ پیش از ⟨e⟩ یا ⟨i⟩) صدای /ث/ (th) گرفت. در سال ۱۴۹۲ نخستین کتاب دستور زبان نوین در اروپا به نام دستور زبان اسپانیایی (Gramática de la lengua castellana) توسط آنتونیو دی نبریخا در سالامانکا نوشته شد. طبق یک حکایت عامیانه، هنگامی که نبریخا کتاب را به ملکه ایزابلای یکم تقدیم کرد، ملکه از او پرسید این کتاب چه استفاده‌ای دارد و او پاسخ داد زبان ابزار امپراطوری است. نبریخا در مقدمه کتابش در ۱۸ اوت ۱۴۹۲ می‌نویسد «… زبان همیشه همراه امپراطوری بود.»
از سده شانزده زبان به قاره تازه‌کشف‌شده آمریکا و هند شرقی اسپانیا از طریق استعمارگری برده شد. میگل د سروانتس، نویسنده دن کیشوت، چنان در جهان شناخته شده‌است که به اسپانیایی la lengua de Cervantes («زبان سروانتس») نیز می‌گویند. در سده بیستم اسپانیایی به گینه استوایی، صحرای غربی و مناطقی از ایالات متحده که بخشی از امپراطوری اسپانیا نبودند، همچون هارلم شرقی در نیویورک نیز وارد شد.

## پراکندگی جغرافیایی

درصد زبان‌های مورد استفاده بر روی اینترنت - اسپانیایی ۵٪

اسپانیایی زبان اصلی ۲۰ کشور در سراسر جهان است. برآورد می‌شود که شمار کل اسپانیایی‌زبانان در مجموع میان ۴۷۰ تا ۵۰۰ میلیون نفر باشد که اسپانیایی از این نظر رتبه دوم جهان را داراست.
اسپانیایی همچنین سومین زبان بزرگ از نظر شمار کل گویشوران پس از ماندارین و انگلیسی است. آمار استفاده از اینترنت در سال ۲۰۰۷ اسپانیایی را به عنوان سومین زبان جهان پس از انگلیسی و ماندارین قرار می‌دهد.

### اروپا

درصد تسلط به اسپانیایی در اروپا در سال ۲۰۰۵

در اروپا، اسپانیایی زبان رسمی اسپانیا، کشوری که از آن ریشه گرفته، است. اسپانیایی همچنین در جبل‌الطارق و آندورا نیز معمولاً صحبت می‌شود، اگرچه در آندورا کاتالان زبان رسمی است.
اسپانیایی همچنین توسط جوامع کوچک دیگر کشورهای اروپایی مانند انگلستان، فرانسه، ایتالیا و آلمان گفتگو می‌شود. اسپانیایی زبان رسمی اتحادیه اروپا است. در سوئیس، که شاهد هجوم گسترده‌ای از مهاجران اسپانیایی در قرن بیستم بود، اسپانیایی زبان مادری ۲٫۲٪ از مردم است.

### قاره آمریکا

نواحی اسپانیایی‌زبان در قارهٔ آمریکا (به درصد)

| ۵۰٪ ۳۰٪ |  | ۲۰٪ ۱۰٪ |  | ۵٪ ۲٪ |  |

#### آمریکای اسپانیایی‌زبان
بیشتر اسپانیایی‌زبان‌ها در آمریکای اسپانیایی‌زبان سکونت دارند و در واقع از همه کشورهای اسپانیایی‌زبان، فقط اسپانیا و گینه استوایی خارج از قاره آمریکا هستند. در سطح ملی، اسپانیایی زبان رسمی (دفاکتو یا دوژور) آرژانتین، بولیوی (همراه با کچوا، آیمارا، گوارانی و ۳۴ زبان دیگر)، شیلی، کلمبیا، کاستاریکا، کوبا، جمهوری دومنیکن، اکوادور، السالوادور، گواتمالا، هندوراس، مکزیک (با ۶۳ زبان بومی رسمی)، نیکاراگوئه، پاناما، پاراگوئه (با گوارانی)، پرو (با کچوا، آیمارا و سایر زبان‌های بومی)، پورتوریکو (همراه با انگلیسی)، اروگوئه و ونزوئلا است. اسپانیایی در بلیز، مستعمره پیشین انگلیس، رسمیت ندارد. با این حال، طبق سرشماری سال ۲۰۰۰، ۴۳٪ از مردم این کشور بدان مسلط بودند. این زبان بیشتر توسط فرزندان اسپانیایی‌تباران صحبت می‌شود که از قرن هفدهم وارد منطقه شدند. با این حال، انگلیسی زبان رسمی کشور است.
ترینیداد و توباگو و برزیل به دلیل همجواری با کشورهای اسپانیایی زبان، آموزش زبان اسپانیایی را در سامانه‌های آموزشی خود اجرا کرده‌اند. دولت ترینیداد برنامه اسپانیایی به عنوان نخستین زبان خارجی (SAFFL) را در مارس ۲۰۰۵ آغاز کرد. در سال ۲۰۰۵، کنگره ملی برزیل لایحه‌ای را تصویب کرد که توسط رئیس‌جمهور امضا شد و اسپانیایی را به عنوان دوره جایگزین زبان خارجی در مدارس متوسطه دولتی و خصوصی برزیل اجباری می‌کرد. در سپتامبر ۲۰۱۶ این قانون پس از استیضاح دیلما روسف توسط میشل تمر لغو شد. در بسیاری از شهرها و روستاهای مرزی در امتداد مرز برزیل با پاراگوئه و اروگوئه، یک زبان ترکیبی معروف به پرتنیول صحبت می‌شود.

#### ایالات متحده
طبق داده‌های سرشماری سال ۲۰۰۶، ۴۴٫۳ میلیون نفر از جمعیت ایالات متحده آمریکایی هیسپانیک یا اسپانیایی‌زبان بودند و ۳۸٫۳ میلیون نفر، ۱۳ درصد از جمعیت بالای پنج سال کشور، در خانه به اسپانیایی صحبت می‌کردند. زبان اسپانیایی به دلیل حضور اسپانیا و سپس مکزیک در سرزمین‌هایی که اکنون ایالت‌های جنوب غربی را تشکیل می‌دهند، همچنین لوئیزیانا که از سال ۱۷۶۲ تا ۱۸۰۲ توسط اسپانیا اداره می‌شد، فلوریدا، که تا سال ۱۸۲۱ قلمرو اسپانیا بود و پورتوریکو که تا سال ۱۸۹۸ جزو اسپانیا بود، سابقه طولانی در ایالات متحده دارد.
اسپانیایی، با داشتن ۵۰ میلیون گویشور، پرگویشورترین زبان دوم آمریکا است. گرچه انگلیسی زبان دفاکتوی ملی کشور است، از اسپانیایی اغلب در خدمات عمومی و اطلاعیه‌ها در سطح فدرال و ایالتی استفاده می‌شود. اسپانیایی در اداره نیومکزیکو نیز استفاده می‌شود. این زبان به دلیل مهاجرت‌های سده‌های ۲۰ و ۲۱ میلادی، در مناطق کلان‌شهری لس آنجلس، میامی، سن آنتونیو، نیویورک، سان فرانسیسکو، دالاس، فینیکس و همچنین اخیراً شیکاگو، لاس وگاس، بوستون، دنور، هیوستون، ایندیاناپولیس، فیلادلفیا، کلیولند، سالت‌لیک‌سیتی، آتلانتا، نشویل، اورلاندو، تامپا، رالی و بالتیمور-واشینگتن از نفوذ بالایی برخوردار است.

### آفریقا

زبان اسپانیایی در آفریقا

در آفریقا، اسپانیایی در گینه استوایی (همراه با پرتغالی و فرانسوی) و همچنین اتحادیه آفریقا رسمی است. در گینه استوایی، اسپانیایی زبان رسمی و از نظر شمار کل، پرگویشورترین زبان (حدود ۵۰۰٬۰۰۰ نفر) و فانگ زبان اصلی از نظر شمار گویشوران بومی است.
اسپانیایی همچنین در سرزمین‌های وابسته به اسپانیا در شمال آفریقا، شهرهای سئوتا و ملیلیه (پلاساس د سبرانیا) و جزایر قناری (جمعیت ۲٬۰۰۰٬۰۰۰)، در ۱۰۰ کیلومتری سواحل شمال غربی سرزمین اصلی آفریقا، گفتگو می‌شود. در شمال مراکش، که در گذشته تحت‌الحمایه اسپانیا بود و از لحاظ جغرافیایی هم به اسپانیا نزدیک است، حدود ۲۰٬۰۰۰ نفر به عنوان زبان دوم به اسپانیایی صحبت می‌کنند، در حالی که عربی قانوناً زبان رسمی کشور است. شمار کمی از یهودیان مراکشی نیز به گویش اسپانیایی سفاردی هاکتیا (مرتبط با گویش لادینو که در اسرائیل رایج است) صحبت می‌کنند. اسپانیایی همچنین توسط گروه کوچکی در آنگولا به دلیل نفوذ کوبا در جنگ سرد و در سودان جنوبی در میان مردمی که در جنگ‌های سودان به کوبا نقل مکان کردند و پس از استقلال به کشورشان بازگشتند، اسپانیایی صحبت می‌شود.
در صحرای غربی، صحرای اسپانیای پیشین، اسپانیایی در اواخر سده نوزدهم و بیستم زبان رسمی بود. امروزه اسپانیایی در این سرزمین مورد مناقشه توسط حدود ۵۰۰٬۰۰۰ نفر جمعیت کوچ‌نشین صحرا تکلم می‌شود و در کنار عربی عملاً در جمهوری دموکراتیک عربی صحرا زبان رسمی است، اگرچه این کشور کاملاً به رسمیت شناخته نشده‌است.

### آسیا

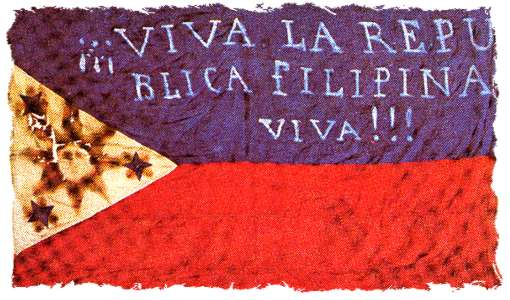
پرچم اولیه انقلابیون فیلیپین با متن اسپانیایی «زنده باد جمهوری فیلیپین!!!» روی آن؛ دو قانون اساسی اول فیلیپین به زبان اسپانیایی نوشته شده‌اند.

اسپانیایی و اسپانیایی فیلیپینی از آغاز حاکمیت اسپانیا در سال ۱۵۶۵ تا تغییر قانون اساسی در ۱۹۷۳ زبان رسمی فیلیپین بود. این زبان در طول استعمار اسپانیا (۱۸۶۵–۱۵۶۵)، زبان دولت، تجارت و آموزش بود و توسط اسپانیایی‌ها و فیلیپینی‌های تحصیل‌کرده به عنوان زبان اول صحبت می‌شد. در میانه سده نوزدهم، دولت استعماری یک سامانه آموزشی عمومی رایگان را به زبان اسپانیایی ایجاد کرد. این افزایش استفاده از اسپانیایی در سراسر کشور منجر به شکل‌گیری طبقه‌ای از روشنفکران اسپانیایی‌زبان به نام ایلوسترادوس شد. در زمان استقلال فیلیپین در سال ۱۸۹۸، حدود ۷۰٪ از مردم به زبان اسپانیایی آگاهی داشتند، ۱۰٪ آن را به عنوان اولین و تنها زبان و حدود ۶۰٪ به عنوان زبان دوم یا سوم صحبت می‌کردند.
با وجود شکست اسپانیا در جنگ اسپانیا و آمریکا در سال ۱۸۹۸ و اداره فیلیپین به دست آمریکا، استفاده از اسپانیایی در ادبیات و مطبوعات فیلیپین در سال‌های اولیه حکومت آمریکا ادامه داشت. دولت آمریکا به تدریج، استفاده از انگلیسی را گسترش داد و اسپانیایی را به عنوان تأثیر منفی گذشته توصیف می‌کرد. سرانجام، در دهه ۱۹۲۰، انگلیسی زبان اصلی اداری و آموزشی کشور شد. اسپانیایی با استقلال فیلیپین در سال ۱۹۴۶ در کنار انگلیسی و فیلیپینی، نسخه معیار تاگالوگ، به عنوان زبان رسمی کشور اعلام شد، گرچه نفوذ آن و گویشورانش کاهش قابل توجهی یافته بودند.
اسپانیایی در سال ۱۹۷۳ در زمان ریاست جمهوری فردیناند مارکوس از وضعیت رسمی خارج شد اما دو ماه بعد در تاریخ ۱۵ مارس ۱۹۷۳ با فرمان شماره ۱۵۵ ریاست جمهوری دوباره به وضعیت رسمی رسید. این زبان تا سال ۱۹۸۷ که قانون اساسی کنونی تصویب و در آن دوباره به عنوان یک زبان کمکی داوطلبانه و اختیاری انتخاب شد، به عنوان یک زبان رسمی باقی ماند. در سال ۲۰۱۰، رئیس‌جمهور گلوریا آرویو آموزش دوباره اسپانیایی در سامانه آموزشی فیلیپین را مطرح شود. اما تا سال ۲۰۱۲، تعداد دبیرستان‌هایی که این زبان در آن‌ها یک درس اجباری یا اختیاری بود، بسیار کم بودند. امروزه، با وجود تبلیغ اسپانیایی توسط دولت، کمتر از ۰٫۵٪ از مردم گزارش می‌دهند که می‌توانند به خوبی به این زبان صحبت کنند. گذشته از اسپانیایی معیار، یک کریول بر پایه اسپانیایی به نام چاباکانو در جنوب فیلیپین توسعه یافته‌است. شمار گویشوران چاباکانو در سال ۱۹۹۶، ۱٫۲ میلیون نفر تبرآورد شد با این حال، این زبان با اسپانیایی دارای درک متقابل نیست. زبان‌های محلی فیلیپین نیز از اسپانیایی، به ویژه از اسپانیایی مکزیکی، تأثیر پذیرفته‌اند، چرا که فیلیپین تا سال ۱۸۲۱ از اسپانیای نو و سپس تا سال ۱۸۹۸ به‌طور مستقیم از مادرید اداره می‌شد.

### اقیانوسیه

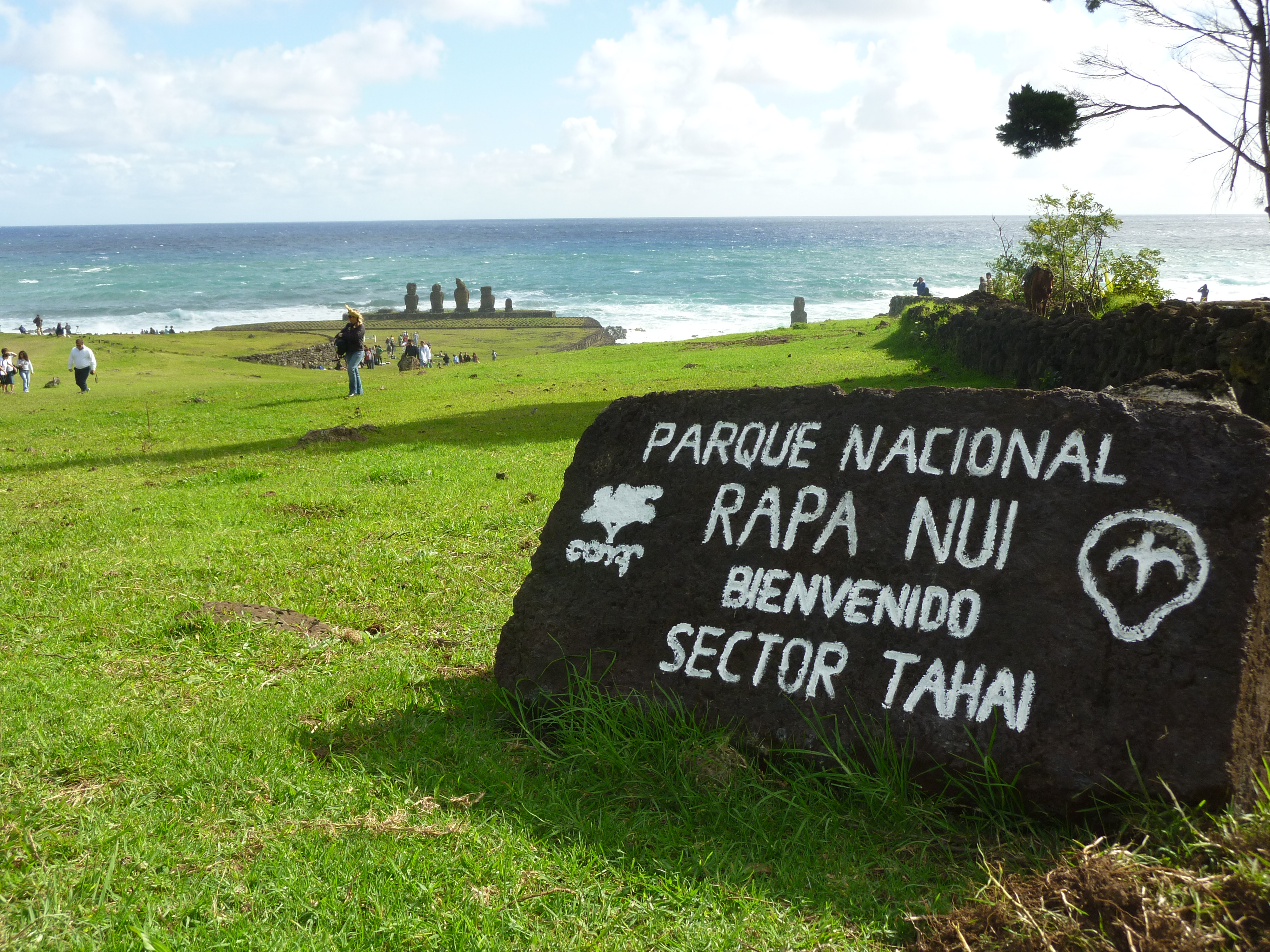
تابلویی به زبان اسپانیایی در جزیره ایستر، که به بازدیدکنندگان پارک ملی رپا نویی خوش‌آمد می‌گوید

اسپانیایی زبان رسمی و پرگویشورترین زبان جزیره ایستر است که از نظر جغرافیایی بخشی از پلی‌نزی در اقیانوسیه و از نظر سیاسی بخشی از شیلی می‌باشد. رپا نویی زبان سنتی جزیره ایستر است که یک زبان پلی‌نزیایی شرقی به‌شمار می‌رود.
وام‌واژه‌های اسپانیایی در زبان‌های محلی گوام، جزایر ماریانای شمالی، پالائو، جزایر مارشال و میکرونزی وجود دارند که همگی قبلاً جزئی از هند شرقی اسپانیا بودند.
علاوه بر این، در استرالیا و نیوزیلند، جوامعی از اسپانیایی‌زبانان وجود دارند که شمار آن‌ها ۱۳۳٬۰۰۰ گویشور بومی است. اسپانیایی‌زبانان ۲٫۱٪ از جمعیت هاوایی را تشکیل می‌دهند و طبق سرشماری ایالات متحده در سال ۲۰۱۰ شمار آن‌ها ۱۲۰٬۸۴۲ نفر بود.

### جنوبگان
در جنوبگان تنها دو مکان غیرنظامی وجود دارد که بومیان ساکن در هر دو بیشتر اسپانیایی‌زبان هستند. یکی از آن‌ها فورتین سارگنتو کابرال آرژانتین است که ۶۶ نفر جمعیت دارد. دیگری نیز شهرک ویلا لاس استرلاس شیلی است که در تابستان ۱۵۰ و در زمستان ۸۰ نفر جمعیت دارد. در هر دو سکونت‌گاه مدرسه‌ای وجود دارد که دانش‌آموزان در آن به زبان اسپانیایی آموزش می‌بینند.
پایگاه‌های تحقیقاتی بسیاری متعلق به کشورهای اسپانیایی‌زبان در جنوبگان وجود دارند. پایگاه اورکاداس یک پایگاه تحقیقاتی آرژانتین و قدیمی‌ترین پایگاه جنوبگان با جمعیت دائمی (از سال ۱۹۰۷) است که هنوز فعالیت دارد. کشورهای اسپانیایی‌زبان در مجموع ۲۸ پایگاه تحقیقاتی در جنوبگان دارند:
| کشور     | پایگاه دائمی | پایگاه تابستانی | کل | نقشه |
| -------- | ------------ | --------------- | -- | ---- |
| آرژانتین | ۶            | ۷               | ۱۳ |      |
| شیلی     | ۴            | ۵               | ۹  |      |
| اوروگوئه | ۱            | ۱               | ۲  |      |
| اسپانیا  |              | ۲               | ۲  |      |
| پرو      |              | ۱               | ۱  |      |
| اکوادور  |              | ۱               | ۱  |      |

## واج‌شناسی
موجودی واج‌های اسپانیایی شامل پنج واکه (/a/، /e/، /i/، /o/، /u/) و بسته به گویش ۱۷ تا ۱۹ واج است

### واکه‌ها
|       | جلویی | مرکزی | پشتی |
| ----- | ----- | ----- | ---- |
| بسته  | i     |       | u    |
| میانه | e     |       | o    |
| باز   |       | a     |      |

### همخوان‌ها
|         | لبی | لبی | دندانی                                 | دندانی                                 | لثوی | لثوی | کامی | کامی | نرم‌کامی | نرم‌کامی |
| ------- | --- | --- | -------------------------------------- | -------------------------------------- | ---- | ---- | ---- | ---- | ------- | ------- |
| خیشومی  |     | m   |                                        |                                        |      | n    |      | ɲ    |         |         |
| انسدادی | p   | b   | Error: {{آوا}}: برچسب زبان ناشناخته: t̪ | Error: {{آوا}}: برچسب زبان ناشناخته: d̪ |      |      | tʃ   | ʝ    | k       | ɡ       |
| مداوم   | f   | b   | θ *                                    | Error: {{آوا}}: برچسب زبان ناشناخته: d̪ | s    |      | (ʃ)  | ʝ    | x       | ɡ       |
| کناری   |     |     |                                        |                                        |      | l    |      | ʎ *  |         |         |
| زنشی    |     |     |                                        |                                        |      | ɾ    |      |      |         |         |
| لرزشی   |     |     |                                        |                                        |      | r    |      |      |         |         |

## دستور زبان

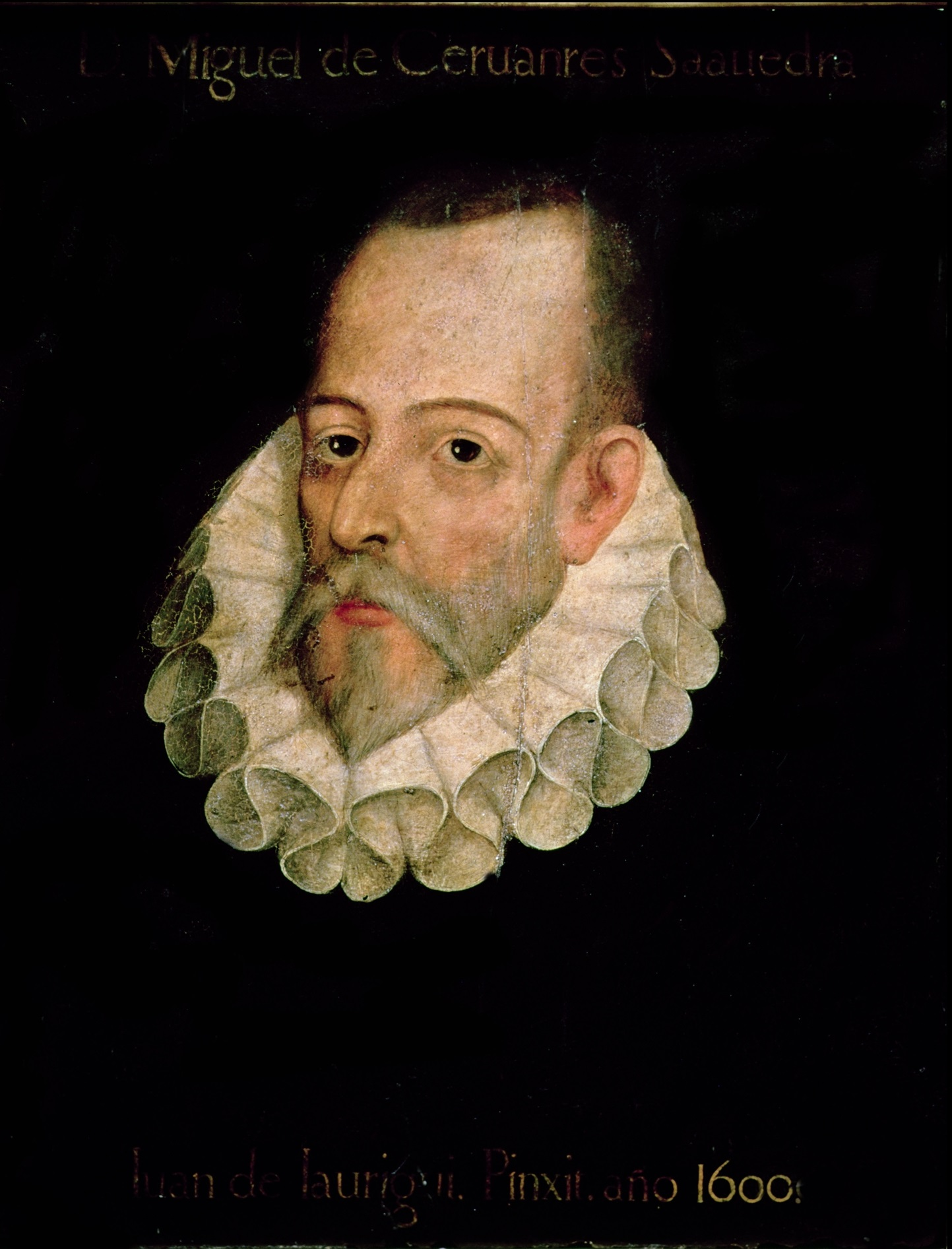
میگل د سروانتس، نویسنده دون کیشوت، که بسیاری او را بزرگ‌ترین نویسنده ادبیات اسپانیایی می‌دانند.

بیشتر ویژگی‌های دستوری و گونه‌شناختی زبان اسپانیایی با سایر زبان‌های رومی مشترک است. اسپانیایی یک زبان ترکیبی است. سامانه‌های اسمی و صفتی دارای دو جنس و دو شمار هستند. با این وجود حروف تعریف، برخی از ضمایر و تخصیص‌گرها دارای جنس خنثی هستند. برای هر فعل تقریباً پنجاه شکل صرفی، شامل ۳ زمان گذشته، حال و آینده؛ ۲ نمود کامل و ناقص برای گذشته؛ ۴ وجه اخباری، التزامی، شرطی و امری؛ ۳ شخص اول، دوم و سوم؛ ۲ شمار مفرد و جمع و ۳ نوع فعل حالتی مصدری، اسم مصدری و اسم مفعولی وجود دارد.
در نحو اسپانیایی شاخه‌بندی از راست است، بدین معنی که سازه‌های فرعی یا تعدیل‌کننده معمولاً پس از واژه‌های کلیدی قرار می‌گیرند. این زبان از حروف اضافه استفاده می‌کند و در آن همانند بسیاری دیگر از زبان‌های رومی معمولاً -گرچه نه همواره- صفت پس از اسم قرار می‌گیرد.
ترتیب واژگان در اسپانیایی به صورت نهاد- -فعل-مفعول است؛ گرچه همانند دیگر زبان‌های رومی جابه‌جایی اجزای جمله در معنای جمله خللی وارد نمی‌کند و امکان‌پذیر است. اسپانیایی همچنین یک زبان «ضمیرانداز» یا «بدون نهاد» است، به این معنا که ضمایر فاعلی اگر از نظر کاربردشناسی نالازم باشند، حذف‌شدنی هستند.
برای پرسشی کردن جمله وارونگی نهاد/فعل (همانند انگلیسی) کاربرد ندارد و تشخیص خبری یا پرسشی بودن جمله ممکن است کاملاً به لحن گوینده بستگی داشته باشد.

## گویش‌ها

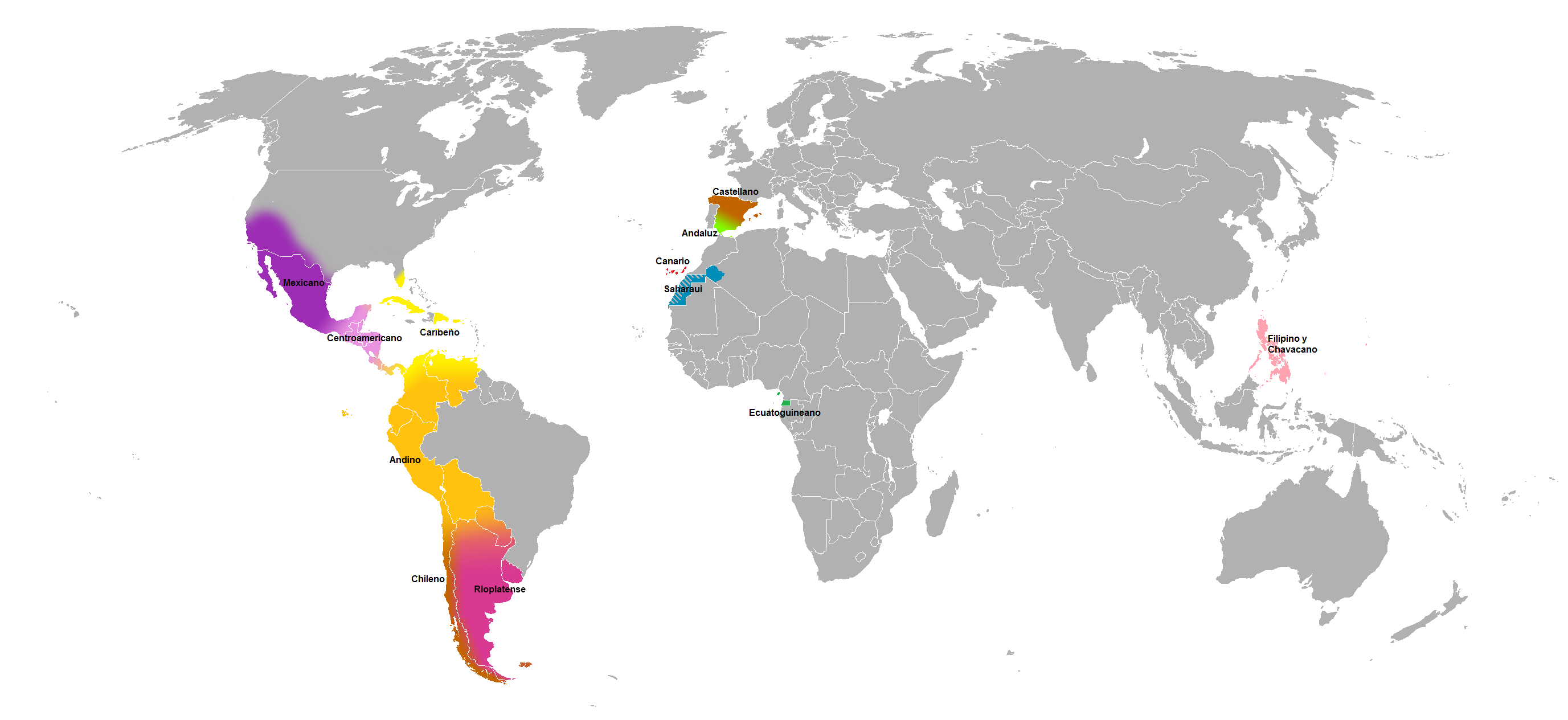
نقشه گویش‌های اصلی اسپانیایی.

اسپانیایی دارای گویش‌های ملی و منطقه‌ای بسیاری است که گاه میان آن‌ها تفاوت‌های بسیاری، به ویژه در تلفظ و واژگان و تا حد کمتری در دستور زبان وجود دارد. گویش‌های اسپانیایی به‌طور کلی به دو گروه اروپایی (ایبریایی یا شبه‌جزیره‌ای) و آمریکایی تقسیم می‌شوند که هر یک از آن‌ها دارای گویش‌های زیرمجموعه بسیاری هستند.
تفاوت‌های برجسته در تلفظ در میان گویش‌های اسپانیایی عبارتند از:
- حفظ یا عدم تمایز میان واج‌های /س/ و /ث/
- حفظ یا عدم تمایز میان واج‌هایی که توسط ll و y ایجاد می‌شوند
- حفظ هجای ختم‌شده به [s] یا تضعیف آن تا [h]
- گرایش گویشوران مناطق مرکزی مکزیک و ارتفاعات آند به کاهش همخوان یا حذف آن[۵۹][۶۰][۶۱]

در میان ویژگی‌های دستوری، برجسته‌ترین تفاوت در میان گویش‌ها، استفاده از ضمایر دوم شخص است. در آمریکای لاتین تنها ضمیر دوم شخص جمع (شما)، برای هر دو گفتار رسمی و غیررسمی، ustedes است، درحالی که در بیشتر اسپانیا ضمیر دوم شخص جمع غیررسمی، vosotros است و از ustedes فقط در گفتار رسمی استفاده می‌شود. برای ضمیر دوم شخص مفرد (تو) نیز در برخی از گویش‌های آمریکای لاتین فقط tú کاربرد دارد درحالی که سایرین از vos یا همزمان هر دوی آن‌ها استفاده می‌کنند.
از نظر واژگان نیز گویش‌های اسپانیایی، به ویژه در نام خوراک‌ها، وسایل و لباس‌ها، نیز تفاوت‌های چشمگیری دارند. بسیاری از گونه‌های آمریکای لاتین از زبان‌های بومی آمریکا تأثیر پذیرفته‌اند.

### گویش‌های آمریکای لاتین

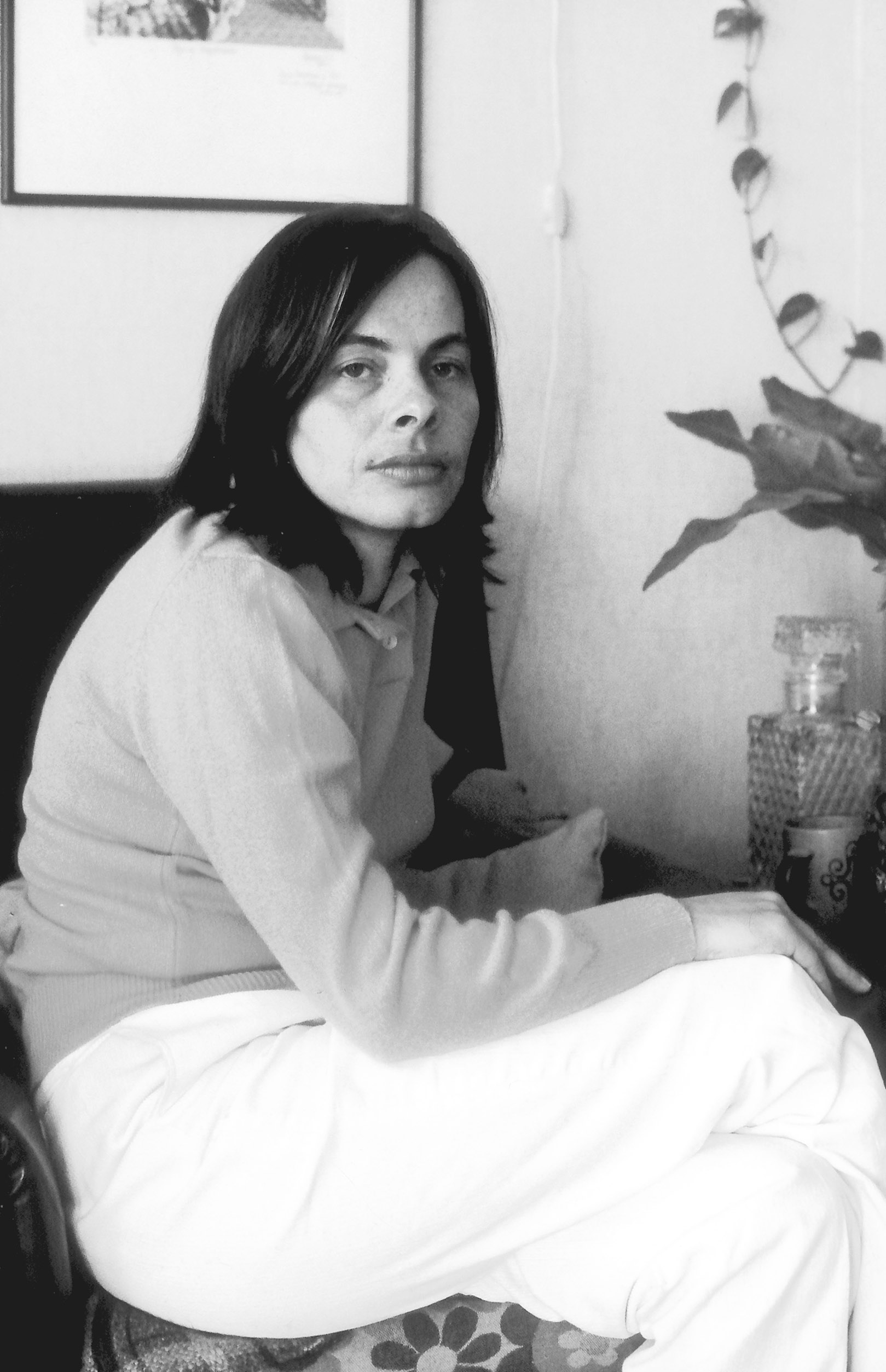
کریستینا پری روسی زبان‌شناس، نویسنده و شاعر اروگوئه‌ای

اسپانیایی آمریکای لاتین را می‌توان به‌طور کلی در گروه‌های زیر دسته‌بندی کرد:
- نیو مکزیکویی
- مکزیکی
- آمریکای مرکزی
- کارائیبی (کوبا، ونزوئلا، پورتوریکو، جمهوری دومنیکن، پاناما، بخش از کلمبیا و مناطق پیرامون ساحل کارائیب و خلیج مکزیک در مکزیک).
- آندی (کلمبیا، پرو، اکوادور، غرب بولیوی و آند ونزوئلا).
- ریو پلاتایی (آرژانتین، اوروگوئه، شرق بولیوی و پاراگوئه)
- شیلیایی (شیلی، کویو)

### گویش‌های جهان قدیم
گویش‌های جهان قدیم عبارتند از:
- شبه‌جزیره‌ای شمالی (آستوریاس، کاستیا و لئون، کانتابریا، سرزمین باسک، نابارا، آراگون، لا ریوخا، استان‌های گوادالاخارا و کوئنکا)
- شبه‌جزیره‌ای مرکزی-جنوبی (مادرید، تولدو، لا لامانچا)
- شبه‌جزیره‌ای جنوبی (اندلس، اکسترمادورا و مورسیا)
- قناری (جزایر قناری)

گویشوران غیربومی اسپانیایی در گینه استوایی و صحرای غربی (صحرای اسپانیای پیشین) بیشتر تحت تأثیر گونه‌های اسپانیا قرار دارند. اسپانیایی همچنین در گینه استوایی زبان رسمی است و بسیاری از مردم آن را به روانی صحبت می‌کنند.
اسپانیایی رایج در جبل‌الطارق تفاوت زیادی با گویش‌های همسایه به جز در کدگزینی با انگلیسی ندارد. لادینو نیز یک زبان یهودی متشکل از چندین گونه زبانی بر پایه اسپانیایی قرن پانزدهم است. این زبان هنوز هم در چند جامعه کوچک، به‌طور عمده در اسرائیل، ترکیه و تعدادی دیگر از کشورها گفتگو می‌شود.

## شمار گویشوران

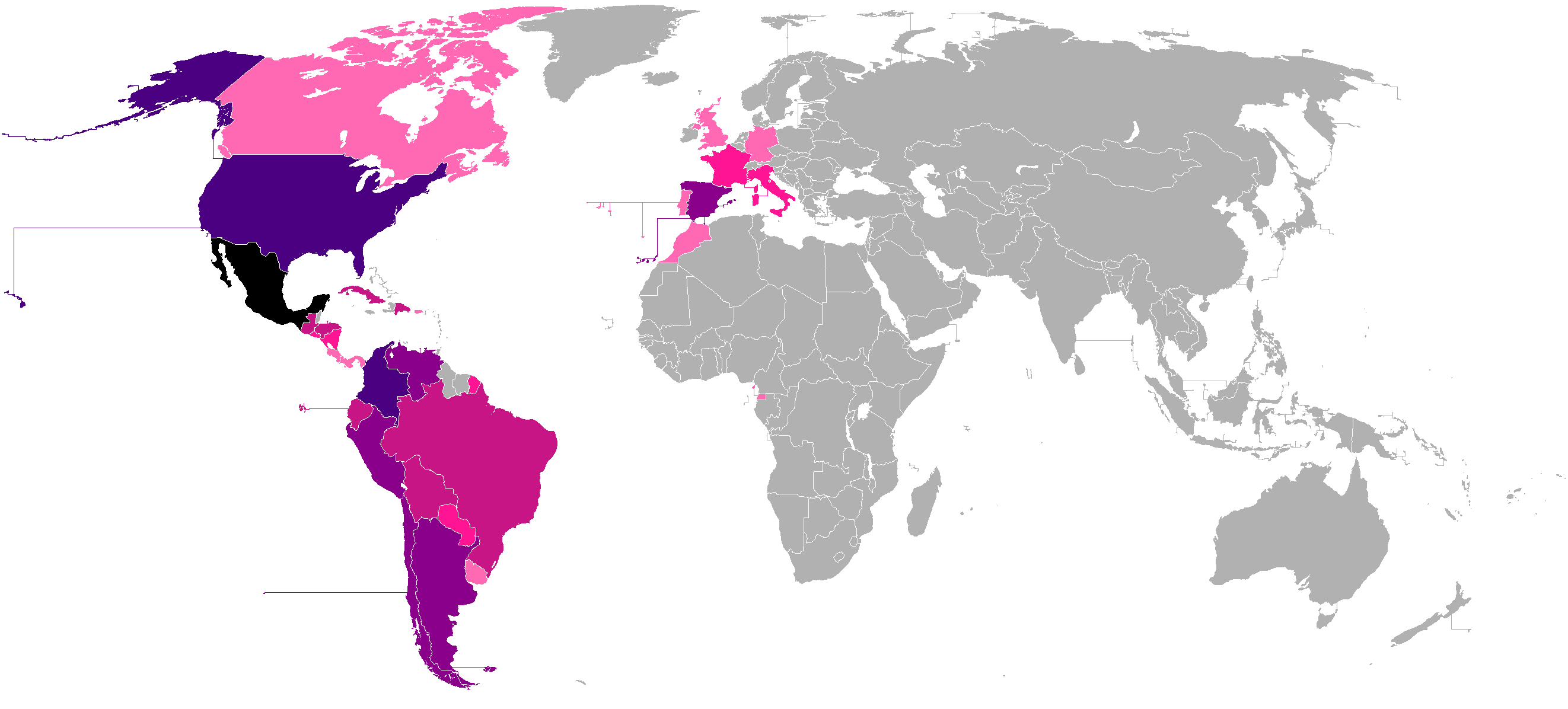
پراکندگی جغرافیایی زبان اسپانیایی

برآورد می‌شود که بیش از ۴۳۷ میلیون نفر به زبان اسپانیایی به عنوان یک زبان مادری صحبت می‌کنند که از این نظر اسپانیایی دومین زبان پرگویشور بومی در جهان است. موسسه سروانتس ادعا می‌کند که اسپانیایی تقریباً دارای ۴۷۷ میلیون گویشور بومی و در کل ۵۷۲ گویشور (از جمله با تسلط کم) و بیش از ۲۱ نفر میلیون زبان‌آموز خارجی است.
اسپانیایی زبان رسمی یا ملی در اسپانیا، گینه استوایی و ۱۸ کشور و یک قلمرو در قاره آمریکا است. در قاره آمریکا در مجموع ۴۱۸ میلیون اسپانیایی‌زبان وجود دارد. این زبان همچنین در فیلیپین یک زبان انتخابی است زیرا این کشور از سال ۱۵۶۹ تا ۱۸۹۹ مستعمره اسپانیا بود. در اتحادیه اروپا، اسپانیایی زبان مادری ۸٪ از مردم است و ۷٪ دیگر نیز آن را به عنوان زبان دوم صحبت می‌کنند. مکزیک دارای بیشترین شمار گویشورا بومی اسپانیایی است.
اسپانیایی محبوب‌ترین زبان دوم در ایالات متحده است. در سال ۲۰۱۱، طبق یک نظرسنجی نفر برآورد شد ۵۵ میلیون نفر از ساکن پنج سال به بالای ایالات متحده اسپانیایی‌تبار بودند و ۳۸ میلیون نفر در خانه به اسپانیایی صحبت می‌کردند. طبق مقاله‌ای در سال ۲۰۱۱ پیش‌بینی شد شمار اسپانیایی‌زبانان در ایالات متحده تا سال ۲۰۲۰ به ۳۹ تا ۴۳ میلیون، بسته به پیش‌فرض‌هایی در مورد میزان مهاجرت، افزایش یابد.

### اسپانیایی‌زبانان بر پایه کشور
جدول زیر شمار اسپانیایی‌زبانان را در جهان نشان می‌دهد. رنگ زمینه خاکستری نشان‌دهنده رسمی بودن زبان در آن کشور است.
| کشور                                                                                                | جمعیت کشور    | اسپانیایی به عنوان زبان مادری | دوزبانه و استفاده از اسپانیایی به عنوان زبان دوم | درصد اسپانیایی‌زبان جمعیت | جمعیت کل گویشوران اسپانیایی     |
| --------------------------------------------------------------------------------------------------- | ------------- | ----------------------------- | ------------------------------------------------ | ------------------------ | ------------------------------- |
| مکزیک                                                                                               | ۱۱۲٬۳۹۶٬۲۱۱   | ۱۰۳٬۵۲۷٬۸۸۵                   | ۷٬۱۱۰٬۰۳۱                                        | ۹۸٫۵٪                    | ۱۱۰٬۶۳۷٬۹۱۶                     |
| ایالات متحده آمریکا                                                                                 | ۳۰۹٬۰۵۹٬۷۲۴   | ۴۴٬۴۶۸٬۵۰۱                    | ۶٬۲۳۱٬۴۹۹ + دانش‌آموزان                           | ۱۶٫۳٪                    | ۵۰٬۰۰۰٬۰۰۰ + ۷٬۸۲۰٬۰۰۰ دانش‌آموز |
| اسپانیا                                                                                             | ۴۷٬۰۲۱٬۰۳۱    | ۴۱٬۸۴۸٬۷۱۷                    | ۴٬۵۸۱٬۰۸۸                                        | ۹۸٫۸٪                    | ۴۶٬۴۵۶٬۷۷۹                      |
| کلمبیا                                                                                              | ۴۵٬۷۸۳٬۰۰۰    | ۴۵٬۳۳۸٬۹۰۵                    | ۷۷٬۸۳۱                                           | ۹۹٫۲٪                    | ۴۵٬۴۱۶٬۷۳۶                      |
| آرژانتین                                                                                            | ۴۰٬۹۰۰٬۴۹۶    | ۳۹٬۶۰۸٬۰۴۰                    | ۱٬۰۴۷٬۰۵۳                                        | ۹۹٫۴٪                    | ۴۰٬۶۵۵٬۰۹۳                      |
| ونزوئلا                                                                                             | ۲۹٬۰۵۶٬۰۰۰    | ۲۸٬۰۳۳٬۲۲۸                    | ۶۷۴٬۱۰۰                                          | ۹۸٫۸٪                    | ۲۸٬۷۰۷٬۳۲۸                      |
| پرو                                                                                                 | ۲۹٫۷۹۷٫۶۹۴    | ۲۳٬۷۶۹٬۶۲۰                    | ۲٬۰۳۵٬۱۸۳                                        | ۸۶٫۶٪                    | ۲۵٬۸۰۴٬۸۰۳                      |
| شیلی                                                                                                | ۱۷٬۲۴۸٬۴۵۰    | ۱۵٬۵۱۳٬۲۵۵                    | ۱٬۶۰۰٬۰۲۴                                        | ۹۹٫۳٪                    | ۱۷٬۱۲۷٬۷۱۱                      |
| اکوادور                                                                                             | ۱۴٬۳۰۶٬۰۰۰    | ۱۳٬۲۹۸٬۸۵۸                    | ۷۳۳٬۳۲۴                                          | ۹۸٫۱٪                    | ۱۴٬۰۲۴٬۳۷۶                      |
| گواتمالا                                                                                            | ۱۴٬۳۶۱٬۶۶۶    | ۹٬۲۹۱٬۹۹۷                     | ۳٬۱۱۶٬۴۸۲                                        | ۸۶٫۴٪                    | ۱۲٬۴۰۸٬۴۷۹                      |
| کوبا                                                                                                | ۱۱٬۲۳۵٬۸۶۳    | ۱۱٬۲۳۵٬۸۶۳                    |                                                  | ۹۹٫۴٪                    | ۱۱٬۱۶۸٬۴۴۸                      |
| جمهوری دومینیکن                                                                                     | ۱۱٬۲۳۵٬۸۶۳    | ۱۰٬۱۲۰٬۷۰۵                    | ۶۲٬۵۵۸                                           | ۹۹٫۶٪                    | ۱۰٬۱۸۴٬۱۰۰                      |
| بولیوی                                                                                              | ۱۰٬۴۲۶٬۱۵۴    | ۴٬۳۵۰٬۸۳۳                     | ۴٬۸۱۳٬۷۵۶                                        | ۸۷٫۹٪                    | ۹٬۱۶۴٬۵۸۹                       |
| هندوراس                                                                                             | ۸٬۲۱۵٬۳۱۳     | ۷٬۹۸۱٬۹۹۸                     | ۱۵۱٬۱۶۱                                          | ۹۹٫۰٪                    | ۸٬۱۳۳٬۱۵۹                       |
| مراکش                                                                                               | ۲۹٬۶۸۰٬۰۶۹    | ۲۰٬۰۰۰                        | ۶٬۴۷۹٬۹۳۵                                        | ۲۱٫۹٪                    | ۶٬۴۹۹٬۹۳۵                       |
| السالوادور                                                                                          | ۶٬۱۸۳٬۰۰۲     | ۶٬۱۸۳٬۰۰۲                     |                                                  | ۹۹٫۷٪                    | ۶٬۱۶۴٬۴۵۱                       |
| فرانسه                                                                                              | ۶۴٬۰۵۷٬۷۹۰    | ۴۴۰٬۱۰۶                       | ۵٬۷۲۱٬۳۸۰                                        | ۹٫۶٪                     | ۶٬۱۶۱٬۴۸۶                       |
| نیکاراگوئه                                                                                          | ۵٬۸۲۲٬۰۰۰     | ۵٬۰۸۸٬۴۲۸                     | ۵۵۱٬۳۲۸                                          | ۹۷٫۰٪                    | ۵٬۶۴۷٬۳۴۰                       |
| کاستاریکا                                                                                           | ۴٬۶۱۵٬۶۴۶     | ۴٬۳۴۵٬۱۳۰                     | ۸۷٬۱۲۶                                           | ۹۹٫۲٪                    | ۴٬۴۳۲٬۲۵۶                       |
| پاراگوئه                                                                                            | ۶٬۴۶۰٬۰۰۰     | ۳۶۹٬۰۰۰                       | ۴٬۰۴۳٬۵۵۵                                        | ۶۹٫۵٪                    | ۴٬۴۸۹٬۷۰۰                       |
| پورتوریکو                                                                                           | ۳٬۹۹۸٬۰۰۰     | ۳٬۸۰۲٬۰۹۸                     | ۱۴۷٬۳۳۴                                          | ۹۸٫۸٪                    | ۳٬۹۵۰٬۰۲۴                       |
| بریتانیا                                                                                            | ۶۰٬۹۴۳٬۹۱۲    | ۱۰۷٬۶۵۴                       | ۳٬۸۱۴٬۸۴۶                                        | ۶٫۴٪                     | ۳٬۹۲۲٬۵۰۰                       |
| اروگوئه                                                                                             | ۳٬۳۷۲٬۰۰۰     | ۳٬۲۵۷٬۳۵۲                     | ۷۷٬۳۰۳                                           | ۹۸٫۹                     | ۳٬۳۳۴٬۹۰۸                       |
| پاناما                                                                                              | ۳٬۵۰۸٬۰۰۰     | ۲٬۶۲۲٬۷۲۰                     | ۴۷۶٬۴۱۹                                          | ۹۳٫۱٪                    | ۳٬۱۷۹٬۳۶۵                       |
| فیلیپین                                                                                             | ۹۶٬۰۶۱٬۶۸۳    | ۲٬۶۶۰                         | ۳٬۰۱۴٬۱۱۵                                        | ۳٫۱٪                     | ۳٬۰۱۶٬۷۷۳                       |
| آلمان                                                                                               | ۸۲٬۳۶۹٬۵۴۸    | ۱۴۰٬۰۰۰                       | ۲٬۵۶۶٬۹۷۲                                        | ۳٫۲٪                     | ۲٬۷۰۶٬۹۷۲                       |
| ایتالیا                                                                                             | ۵۸٬۱۴۵٬۳۲۱    | ۸۹٬۹۰۵                        | ۱٬۹۶۸٬۳۲۰                                        | ۳٫۵٪                     | ۲٬۰۵۸٬۲۲۵                       |
| گینه استوایی                                                                                        | ۱٬۱۵۳٬۹۱۵     | ناشناخته                      | ۱٬۰۴۴٬۲۹۳                                        | ۹۰٫۵٪                    | ۱٬۰۴۴٬۲۹۳                       |
| کانادا                                                                                              | ۳۳٬۲۱۲٬۶۹۶    | ۹۰۹٬۰۰۰                       | ۹۲٬۸۵۳                                           | ۳٪                       | ۱٬۰۰۱٬۸۵۳                       |
| پرتغال                                                                                              | ۱۰٬۶۷۶٬۹۱۰    | ۹٬۷۴۴                         | ۷۲۷٬۲۸۲                                          | ۶٫۹٪                     | ۷۳۷٬۰۲۶                         |
| هلند                                                                                                | ۱۶٬۶۴۵٬۳۱۳    | ۱۹٬۹۷۸                        | ۶۶۲٬۱۱۶                                          | ۴٫۱٪                     | ۶۸۲٬۰۹۴                         |
| بلژیک                                                                                               | ۱۰٬۴۰۳٬۹۵۱    | ۸۵٬۹۹۰                        | ۵۱۵٬۹۳۹                                          | ۵٫۸٪                     | ۶۰۱٬۹۲۹                         |
| رومانی                                                                                              | ۲۲٬۲۴۶٬۸۶۲    |                               | ۵۴۴٬۵۳۱                                          | ۲٫۴٪                     | ۵۴۴٬۵۳۱                         |
| سوئد                                                                                                | ۹٬۰۴۵٬۳۸۹     | ۱۰۱٬۴۷۲                       | ۴۴۲٬۶۰۱                                          | ۶٪                       | ۵۴۴٬۰۷۳                         |
| استرالیا                                                                                            | ۲۱٬۰۰۷٬۳۱۰    | ۱۰۶٬۵۱۷                       | ۳۷۴٬۵۷۱                                          | ۲٫۳٪                     | ۴۸۱٬۰۸۸                         |
| برزیل                                                                                               | ۱۸۵٫۷۱۲٫۷۱۳   | ۴۴۵٬۰۰۵                       | ۵ میلیون دانش‌آموز                                |                          | ناشناخته                        |
| لهستان                                                                                              | ۳۸٬۵۰۰٬۶۹۶    |                               | ۳۱۶٬۱۰۴                                          | ۰٫۸٪                     | ۳۱۶٬۱۰۴                         |
| اتریش                                                                                               | ۸٬۲۰۵٬۵۳۳     |                               | ۲۶۷٬۱۷۷                                          | ۳٫۳٪                     | ۲۶۷٬۱۷۷                         |
| ساحل عاج                                                                                            | ۲۰٬۱۷۹٬۶۰۲    |                               | ۲۳۵٬۸۰۶                                          | ۱٫۲٪                     | ۲۳۵٬۸۰۶                         |
| الجزایر                                                                                             | ۳۳٬۷۶۹٬۶۶۹    |                               | ۲۲۳٬۰۰۰                                          | ۰٫۷٪                     | ۲۲۳٬۳۷۹                         |
| دانمارک                                                                                             | ۵٬۴۸۴٬۷۲۳     |                               | ۲۱۹٬۰۰۳                                          | ۴٪                       | ۲۱۹٬۰۰۳                         |
| اسرائیل                                                                                             | ۷٬۱۱۲٬۳۵۹     | ۱۳۰٬۰۰۰                       | ۴۵٬۲۳۱                                           | ۲٫۵٪                     | ۱۷۵٬۲۳۱                         |
| سوئیس                                                                                               | ۷٬۵۸۱٬۵۲۰     | ۱۲۳٬۰۰۰                       | ۱۴٬۴۲۰                                           | ۱٫۷٪                     | ۱۳۷٬۴۲۰                         |
| ژاپن                                                                                                | ۱۲۷٬۲۸۸٬۴۱۹   | ۷۶٬۵۶۵                        | ۶۰٬۰۰۰                                           | ۰٫۱٪                     | ۱۳۶٬۵۶۵                         |
| بلغارستان                                                                                           | ۷٬۲۶۲٬۶۷۵     |                               | ۱۳۳٬۹۱۰                                          | ۱٫۸٪                     | ۱۳۳٬۹۱۰                         |
| بلیز                                                                                                | ۳۰۱٬۲۷۰       | ۱۰۶٬۷۹۵                       | ۲۱٬۸۴۸                                           | ۴۲٫۷٪                    | ۱۲۸٬۶۴۳                         |
| آنتیل هلند                                                                                          | ۲۲۳٬۶۵۲       | ۱۰٬۶۹۹                        | ۱۱۴٬۸۳۵                                          | ۵۶٫۱٪                    | ۱۲۵٬۵۳۴                         |
| جمهوری ایرلند                                                                                       | ۴٬۱۵۶٬۱۱۹     |                               | ۱۲۳٬۵۹۱                                          | ۳٪                       | ۱۲۳٬۵۹۱                         |
| سنگال                                                                                               | ۱۲٬۸۵۳٬۲۵۹    |                               | ۱۰۱٬۴۵۵                                          | ۰٫۸٪                     | ۱۰۱٬۴۵۵                         |
| یونان                                                                                               | ۱۰٬۷۲۲٬۸۱۶    |                               | ۸۶٬۷۴۲                                           | ۰٫۸٪                     | ۸۶٬۷۴۲                          |
| فنلاند                                                                                              | ۵٬۲۴۴٬۷۴۹     |                               | ۸۵٬۵۸۶                                           | ۱٫۶٪                     | ۸۵٬۵۸۶                          |
| مجارستان                                                                                            | ۹٬۹۳۰٬۹۱۵     |                               | ۸۵٬۰۳۴                                           | ۰٫۹٪                     | ۸۵٬۰۳۴                          |
| آروبا                                                                                               | ۱۰۰٬۰۱۸       | ۶٬۸۰۰                         | ۶۸٬۶۰۲                                           | ۷۵٫۳٪                    | ۷۵٬۴۰۲                          |
| کرواسی                                                                                              | ۴٬۴۹۱٬۵۴۳     |                               | ۷۳٬۶۵۶                                           | ۱٫۶٪                     | ۷۳٬۶۵۶                          |
| آندورا                                                                                              | ۸۴٬۴۸۴        | ۲۹٬۹۰۷                        | ۲۵٬۳۵۶                                           | ۶۸٫۷٪                    | ۵۸٬۰۴۰                          |
| اسلواکی                                                                                             | ۵٬۴۵۵٬۴۰۷     |                               | ۴۳٬۱۶۴                                           | ۰٫۸٪                     | ۴۳٬۱۶۴                          |
| نروژ                                                                                                | ۴٬۶۴۴٬۴۵۷     | ۱۲٬۵۷۳                        | ۲۳٬۶۷۷                                           | ۰٫۸٪                     | ۳۶٬۲۵۰                          |
| روسیه                                                                                               | ۱۴۰٬۷۰۲٬۰۹۴   | ۳٬۳۲۰                         | ۲۰٬۰۰۰                                           | ۰٫۰۱٪                    | ۲۳٬۳۲۰                          |
| نیوزیلند                                                                                            | ۴٬۱۷۳٬۴۶۰     | ۲۱٬۶۴۵                        |                                                  | ۰٫۵٪                     | ۲۱٬۶۴۵                          |
| گوآم                                                                                                | ۱۵۴٬۸۰۵       |                               | ۱۹٬۰۹۲                                           | ۱۲٫۳٪                    | ۱۹٬۰۹۲                          |
| جزایر ویرجین ایالات متحده                                                                           | ۱۰۸٬۶۱۲       | ۱۶٬۷۸۸                        |                                                  | ۱۵٫۵٪                    | ۱۶٬۷۸۸                          |
| چین                                                                                                 | ۱٬۳۴۵٬۷۵۱٬۰۰۰ | ۲٬۲۹۲                         | ۱۲٬۸۳۵                                           | ۰٫۰۰۱۱۲۴٪                | ۱۵٬۱۲۷                          |
| لیتوانی                                                                                             | ۳٬۵۶۵٬۲۰۵     |                               | ۱۳٬۹۴۳                                           | ۰٫۴٪                     | ۱۳٬۹۴۳                          |
| جبل طارق                                                                                            | ۲۷٬۹۶۷        | ۱۳٬۸۵۷                        |                                                  | ۴۹٫۵٪                    | ۱۳٬۸۵۷                          |
| قبرس                                                                                                | ۷۹۲٬۶۰۴       |                               |                                                  | ۱٫۴٪                     | ۱۱٬۰۴۴                          |
| ترکیه                                                                                               | ۷۱٬۸۹۲٬۸۰۷    | ۳۸۰                           | ۸٬۰۰۰                                            | ۰٫۰۱٪                    | ۸٬۳۸۰                           |
| جامائیکا                                                                                            | ۲٬۸۰۴٬۳۲۲     | ۸٬۰۰۰                         |                                                  | ۰٫۳٪                     | ۸٬۰۰۰                           |
| لوکزامبورگ                                                                                          | ۴۸۶٬۰۰۶       | ۳٬۰۰۰                         | ۴٬۳۴۴                                            | ۱٫۵٪                     | ۷٬۳۴۴                           |
| مالت                                                                                                | ۴۰۳٬۵۳۲       | ۶٬۴۵۸                         |                                                  | ۱٫۶٪                     | ۶٬۴۵۸                           |
| ترینیداد و توباگو                                                                                   | ۱٬۰۴۷٬۳۶۶     | ۴٬۱۰۰                         |                                                  | ۰٫۴٪                     | ۴٬۱۰۰                           |
| صحرای غربی                                                                                          | ۵۱۳٬۰۰۰       | ناشناخته                      | ناشناخته                                         | ناشناخته                 | ناشناخته                        |
| سایر مهاجرین به اتحادیه اروپا.                                                                      |               | ۱٬۳۹۹٬۵۳۱                     |                                                  |                          | ۱٬۳۹۹٬۵۳۱                       |
| دانشجویان بیگانه رشتهٔ زبان اسپانیایی                                                                |               |                               | ۲٬۸۹۵٬۵۶۲                                        |                          | ۲٬۸۹۵٬۵۶۲                       |
| همه اسپانیایی‌دانان که اسپانیایی زبان اولشان است یا در کشورهایی با زبان رسمی اسپانیایی به سر می‌برند: |               | ۴۲۷٬۴۴۰٬۰۵۳                   | ۳۲٬۹۲۸٬۵۹۹                                       |                          | ۴۶۰٬۳۶۸٬۶۵۲                     |
| همه اسپانیایی‌دان‌ها به عنوان زبان اول یا سایر:                                                       |               | ۴۲۷٬۴۴۰٬۰۵۳                   | ۸۹٬۹۸۳٬۳۹۹                                       |                          | ۵۱۷٬۴۲۳٬۴۵۲                     |

## رابطه با زبان‌های دیگر

درصد استفاده از زبان‌ها در اینترنت

زبان اسپانیایی با سایر زبان‌های رومی ایبریایی غربی، از جمله آستوری، آراگونی، گالیسی، لادینو، لئونی، می‌راندی و پرتغالی ارتباط نزدیک دارد.
به‌طور کلی تأیید شده‌است که پرتغالی و اسپانیایی‌زبانان با درجات مختلفی از درک متقابل می‌توانند به صورت نوشتاری ارتباط برقرار کنند. درک متقابل زبان‌های اسپانیایی و پرتغالی نوشتاری به طرز چشمگیری بالاست و عدم درک گفتاری بیشتر به دلیل واج‌شناسی است تا تفاوت‌های دستوری و واژگانی. اتنولوگ برآورد همانندی واژگانی میان زبان‌های مرتبط را با درصد ارائه می‌دهد. این رقم برای اسپانیایی و پرتغالی ۸۹٪ است. از طرف دیگر، واج‌شناسی ایتالیایی شبیه اسپانیایی است، اما کمتر و ۸۲٪ همانندی واژگانی دارد. درک متقابل میان اسپانیایی و فرانسوی یا اسپانیایی و رومانیایی با توجه به همانندی‌های واژگانی به ترتیب ۷۵ و ۷۱ درصدی، هنوز کمتر است. درک زبان اسپانیایی توسط فرانسوی‌زبانانی که بدان تسلط ندارند، حدود ۴۵٪ برآورد می‌شود. به‌طور کلی، به لطف ویژگی‌های مشترک سامانه‌های نوشتاری زبان‌های رومی، برای گویشوران آن‌ها درک متون نوشتاری بسیار بیشتر از ارتباط گفتاری است.
جدول زیر برخی واژگان چندین زبان رومی را مقایسه می‌کند:
| لاتین                                 | اسپانیایی                       | گالیسی              | پرتغالی                    | آستوری-لئونی                             | آراگونی        | کاتالان                   | فرانسوی     | ایتالیایی          | رومانیایی   | فارسی  |
| ------------------------------------- | ------------------------------- | ------------------- | -------------------------- | ---------------------------------------- | -------------- | ------------------------- | ----------- | ------------------ | ----------- | ------ |
| nōs                                   | nosotros                        | nós                 | nós                        | nós, nosotros                            | nusatros       | nosaltres nós             | nous        | noi, noialtri      | noi         | ما     |
| frātre(m) germānu(m)                  | hermano                         | irmán               | irmão                      | hermanu                                  | chirmán        | germà (frare              | frère       | fratello           | frate       | برادر  |
| die(m) mārtis tertia(m) fēria(m)      | martes                          | martes, terza feira | terça-feira                | martes                                   | martes         | dimarts                   | mardi       | martedì            | marți       | سه‌شنبه |
| cantiōne(m) canticu(m)                | canción cançón                  | canción, cançom     | canção                     | canción canciu                           | canta          | cançó                     | chanson     | canzone            | cântec      | آهنگ   |
| magis plūs                            | más (plus)                      | máis                | mais (chus یا plus)        | más                                      | más (also més) | més (pus یا plus)         | plus        | più                | mai         | بیشتر  |
| manu(m) sinistra(m)                   | mano izquierda (mano siniestra) | man esquerda        | mão esquerda (mão sẽestra) | manu izquierda (یا esquierda و manzorga) | man cucha      | mà esquerra (mà sinistra) | main gauche | mano sinistra      | mâna stângă | چپ‌دست  |
| rēs, rĕm nūlla(m) rem nāta(m) mīca(m) | nada                            | nada (یا ren و res) | nada (neca و nula rés rem) | nada (یا un res)                         | cosa           | res                       | rien, nul   | niente, nulla mica | nimic, nul  | هیچ    |
| cāseu(m) fōrmāticu(m)                 | queso                           | queixo              | queijo                     | quesu                                    | queso          | formatge                  | fromage     | formaggio/cacio    | caș         | پنیر   |

## سامانه نوشتاری
اسپانیایی در نوشتار از خط لاتین، به علاوه نویسه ñ (به نمایندگی از واج /ɲ/ (نگ)) استفاده می‌کند. نوشتار آن بسیار مطابق با گفتار است و به جز استثناهایی همانند México، تلفظ‌ها را کاملاً می‌توان از روی املا تعیین کرد. الفبای اسپانیایی ۲۷ حرف زیر را دارد:
| حرف                       | A         | B   | C              | D   | E    | F          | G              | H                          | I         |
| ------------------------- | --------- | --- | -------------- | --- | ---- | ---------- | -------------- | -------------------------- | --------- |
| نام                       | آ         | بِ   | ثِ              | دِ   | اِ    | اِفِه        | خِ              | آچِه                        | ای        |
| الفبای آوانگاری بین‌المللی | /a/       | /b/ | /k/; /θ/ - /s/ | /d/ | /e/  | /f/        | /ɡ/; /x/ - /h/ | muda                       | /i/       |
| حرف                       | J         | K   | L              | M   | N    | Ñ          | O              | P                          | Q         |
| نام                       | خوتا      | کا  | اِلِ             | اِمه | اِنه  | اِنیه       | اٌ              | پِ                          | کو        |
| IPA                       | /x/ - /h/ | /k/ | /l/; /ʎ/       | /m/ | /n/  | /ɲ/        | /o/            | /p/                        | /k/       |
| حرف                       | R         | S   | T              | U   | V    | W          | X              | Y                          | Z         |
| نام                       | اِررِه      | اِسِه | تِه             | او  | اوبِه | اوبِه دوبله | اِکیس           | یِ                          | سِتا       |
| الفبای آوانگاری بین‌المللی | /r/; /ɾ/  | /s/ | /t/            | /u/ | /b/  | /(ɡ)u/     | /ks/, /s/      | /ʝ/, /dʒ/, [ʃ~ʒ], /i/, /j/ | /θ/ - /s/ |

حروف k و w فقط در واژگان و نام‌هایی که از زبان‌های خارجی (kilo, folklore, whisky, kiwi، و غیره) می‌آیند، استفاده می‌شود.

## نمونه‌ها
| واژه                     | اسپانیایی          |
| ------------------------ | ------------------ |
| سلام                     | hola               |
| صبح بخیر                 | buenos días        |
| عصر بخیر                 | Buenas tardes      |
| شب بخیر                  | Buenas noches      |
| حالتان چطور است؟         | ?Cómo está usted   |
| چه خبر؟                  | ?Qué tal           |
| از آشنایی با شما خوشوقتم | mucho gusto        |
| نام من ____ است          | ____ Me llamo      |
| نام شما چیست؟            | ?Cómo te llamas    |
| روز خوبی داشته باشید     | ¡Tenga un buen día |
| به زودی میبینمت          | ¡Hasta luego       |
| خدانگه‌دار                | adiós              |
| لطفاً                     | por favor          |
| سپاسگزارم                | gracias            |
| خواهش می‌کنم              | de nada            |
| ببخشید                   | perdone            |
| متاسفم                   | siento             |
| چی؟                      | ?Qué               |
| چرا؟                     | ?Por qué           |
| بله                      | Sí                 |
| نه                       | No                 |
| من اسپانیایی بلد نیستم   | No hablo español   |